# Bockova štola
Bockova štola je historické důlní dílo v Jáchymově. Nachází se pod budovou pošty a směřuje k uzavřenému středověkému stříbrnému dolu Tomáš na Suché. Původní portál byl zcela zničen při stavbě obytného komplexu a nahrazen betonovým vyústěním. V této štole těžař Jan Bock v polovině šestnáctého století zavedl poprvé na světě separátní ventilaci měchovým dmychadlem). Vzduch byl do štoly vháněn pomocí měchů a rozveden dřevěným potrubím. Dnes štola odvodňuje důl Bratrství.